# Хроника Быховца

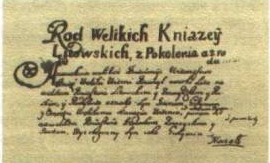
Хроника Быховца. Страница рукописи.

«Хро́ника Бы́ховца» — третий свод белорусско-литовских летописей, созданный в XVI веке (записи обрываются на 1507 году) на западнорусском языке. Полностью самостоятельна последняя часть, от 1453 года, что делает её ценным источником по истории Великого княжества Литовского.

## Обнаружение и вопрос подлинности
Рукопись обнаружена в библиотеке помещика Александра Быховца (имение Могилёвцы Волковысского уезда Гродненской губернии) учителем Виленской гимназии Ипполитом Климашевским. В 1834 году Быховец передал рукопись известному историку Литвы Теодору Нарбуту. В 1846 году Нарбут издал «Хронику», но нескольких листов в ней недоставало. Он же и дал источнику название «Хроника Быховца». После публикации рукопись исчезла.
Факт утери рукописи послужил основой предположения, что автором хроники был сам Нарбут, известный фальсификациями исторических источников. Однако наличие ряда писем и сверка летописи с аналогами подтвердили подлинность существования рукописи. Кроме того, А. И. Рогов сумел установить, что близкими к «хронике Быховца» летописями пользовался историк XVI века Матей Стрыйковский и эти летописи были основным из его источников по истории Великого княжества Литовского. Точка в споре о подлинности летописи была поставлена после обнаружения в Национальном архиве в Кракове отрывка «Хроники Быховца», переписанного в 1570—1580-е годы.

## Значимость
Ошибки:
- половецкий хан Боняк назван Батыем
- участниками сражения у Могильно, состоявшегося вероятно в конце 1230-х — 1240-х[8]. (либо в последней четверти XIII века), названы русские князья Лев Владимирский, Святослав Киевский[~ 1] и Дмитрий Друцкий, а титул заволжского царя Балаклай, возможно, видоизмененные Бату-хан, Балтавар или Беклярбек. Литовский полководец — либо Рингольд, либо Скирмунт.
- автор путает имена детей Ольгерда и Кейстута
- неверные даты битвы под Грюнвальдом
- неверная дата последней женитьбы короля Ягайлы
- утверждение, что под Грюнвальдом Орден был разгромлен силами одного Великого княжества Литовского и др.

Фантастические рассказы:
- рассказ о прибытии предков литовского народа из Италии в Литву. Скорее всего, это было сделано для того, чтобы показать литовскую знать более древней, чем польскую.

Положительные моменты:
- Вместе с тем, в «Хронике» содержатся такие данные (и притом совершенно достоверные), каких нет ни в одном другом источнике. Литовско-белорусские летописи в целом дают достоверные сведения за период с конца XIV по конец XVI в.
- Особенно интересно, с массой подробностей, изложены события начала XVI в.

## Язык и орфография
На основе анализа лексики было сделано предположение, что хроника написана уроженцем западной или юго-западной Белоруссии, всего вероятнее в районе Новогрудок — Слуцк.
Оригинал хроники был написан на западнорусском языке на кириллице и позднее переписан на польскую латиницу. По словам Нарбута, обнаруженный список на латинице был сделан с оригинала в XVII веке. Поскольку оригинала списка тоже не сохранилось, о его внешнем виде можно лишь судить по факсимиле 25 листов издания 1846 года.
При передаче букв кириллицы переписчик не следовал определённой системе, а передавал одну и ту же букву кириллицы разными буквами латиницы, и наоборот. Например, syn Woyszelk ze y dszczy — здесь в первом случае знаком y передана буква «ы», во втором — «й», а в третьем — «и». По-разному передавалась буква «ѣ»: е, i, y, о, je, ja; лѣто — leta; coбѣ — sobe; роздѣливѣ — rozdeliwo; оттолѣ — odtoli; приѣди — przyedi; оусмотрѣвше — usmotriwsze; своѣ — swoja и т. д.

## Комментарии
1. ↑  Начиная с повторного правления Ярослава Всеволодовича Киевское княжество утратило самостоятельное значение. Фактически, киевское княжение автоматически передавалось владимирским князьям по ханскому ярлыку. При этом сами князья в Киеве не сидели, отправляя в город своих наместников.